# Sphecomyrminae
Sphecomyrminae Wilson & Brown, 1967 è una sottofamiglia estinta di insetti imenotteri della famiglia Formicidae. Fossili furono trovati in in Nord America, Europa e Asia. Vissero nel Cretacico superiore.

## Descrizione

### Sinapomorfismi
La sottofamiglia Sphecomyrminae è scarsamente definita da sinapomorfismi, quindi è probabilmente parafiletica. Wilson, Carpenter e Brown (1967) definirono la sottofamiglia unicamente in base a due caratteri: la presenza di un corto pedicello, ed un secondo antennomero (il primo flagellomero) più corto rispetto ai successivi (un'eccezione a questo sinapomorfismo è data dalla specie Sphecomyrma canadensis, il cui primo flagellomero è più lungo dei successivi). Dlussky (1983) individuò un terzo sinapomorfismo: l'assenza, nelle ali anteriori dei maschi, del segmento distale della vena cubitale anteriore.

### Simplesiomorfismi
I simplesiomorfismi a livello di famiglia noti per la sottofamiglia Sphecomyrminae sono: le mandibole corte, bidentate; gli scapi (i primi antennomeri) corti; i funicoli lunghi e flessibili; un basso peziolo nodulare; la presenza di ghiandole metapleurali nelle femmine; la presenza di un pungiglione nelle operaie; infine la presenza di due speroni apicali alle estremità delle tibie mediane e posteriori.

## Tassonomia
La sottofamiglia comprende i seguenti generi:
- † Armania Dlussky, 1983
- † Boltonimecia Borysenko, 2017
- † Ceratomyrmex Perrichot et al., 2016 - monotipico (la sola specie C. ellenbergeri) solo operaie ben conservate
- † Cretomyrma Dlussky, 1975 - 2 specie note; solamente operaie parzialmente conservate
- † Gerontoformica Nel & Perrault, 2004
- † Haidomyrmex Dlussky, 1996 - monotipico (la sola specie è H. cerberus); operaia parzialmente conservata
- † Haidomyrmodes Perrichot et al., 2008 - monotipico (la sola specie è H. mammuth); operaia e regina alata, entrambe ben conservate.
- † Haidoterminus McKellar et al., 2013 - monotipico (la sola specie è H. cippus); solo operaie conservate
- † Linguamyrmex Barden & Grimaldi, 2017 - monotipico (la sola specie è L. vladi)
- † Orapia Dlussky et al., 2004
- † Pseudarmania Dlussky, 1983
- † Sphecomyrma Wilson & Brown, 1967 - 3 specie note ed un esemplare incertae sedis; operaie e maschio
- † Zigrasimecia Barden & Grimaldi, 2013 - 2 specie note